# Старая Александровка (Мордовия)
Старая Александровка — упразднённый посёлок в Инсарском районе Мордовии России. Входил в состав Лухменско-Майданского сельского поселения. Исключен из учётных данных в 2007 году.

## География
Располагался в истоке реки Лосьма, 3 км к юго-западу от села Лухменский Майдан.

## Население
| 1989 | 2002 |
| ---- | ---- |
| 15   | ↘2   |

Национальный состав
Согласно результатам Всероссийской переписи населения 2002 года, в национальной структуре населения русские составляли 100 %.